# Entada phaneroneura
Entada phaneroneura är en ärtväxtart som beskrevs av John Patrick Micklethwait Brenan. Entada phaneroneura ingår i släktet Entada och familjen ärtväxter. Inga underarter finns listade i Catalogue of Life.